# Хлебные клёцки

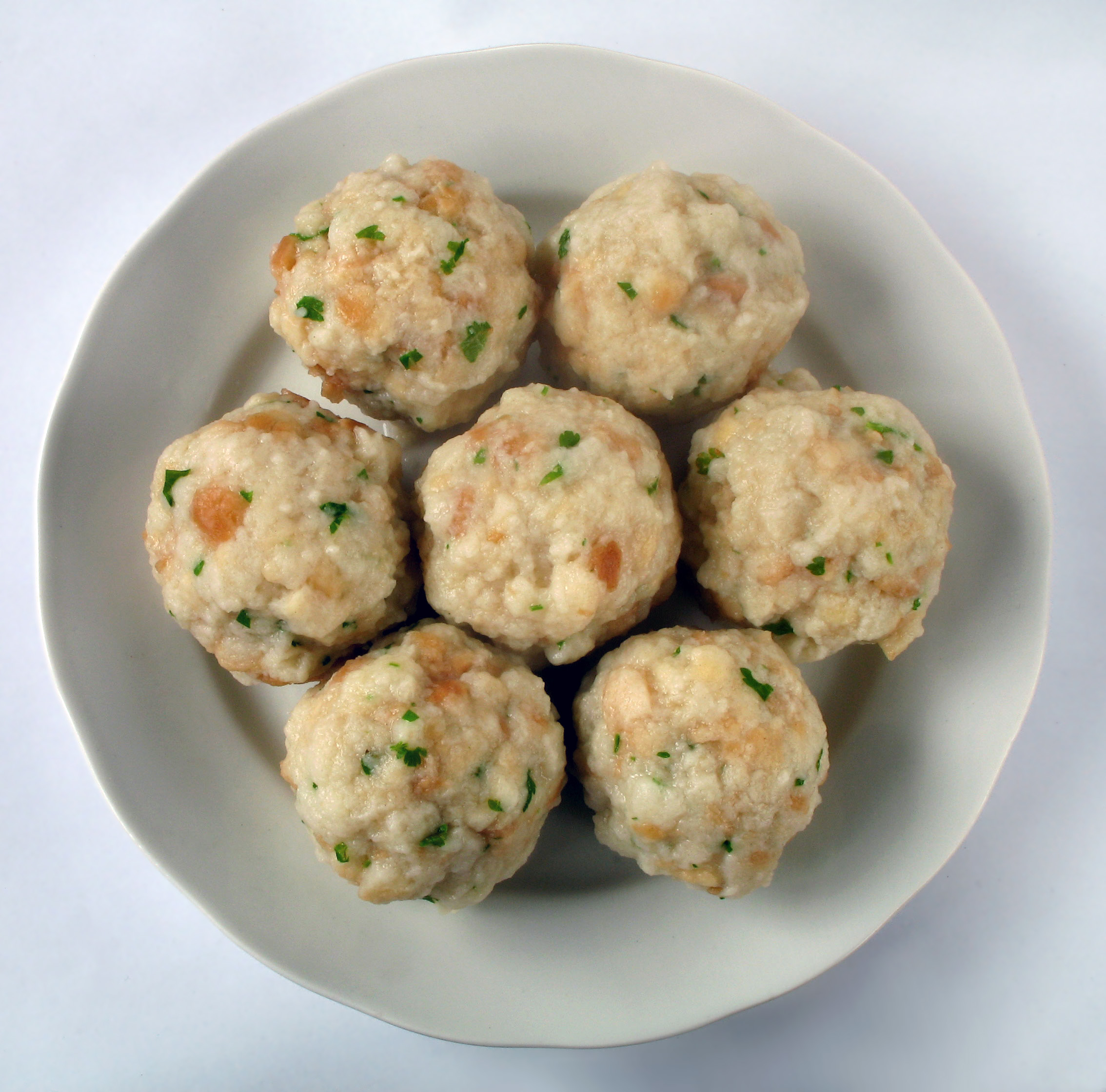
Хлебные клёцки

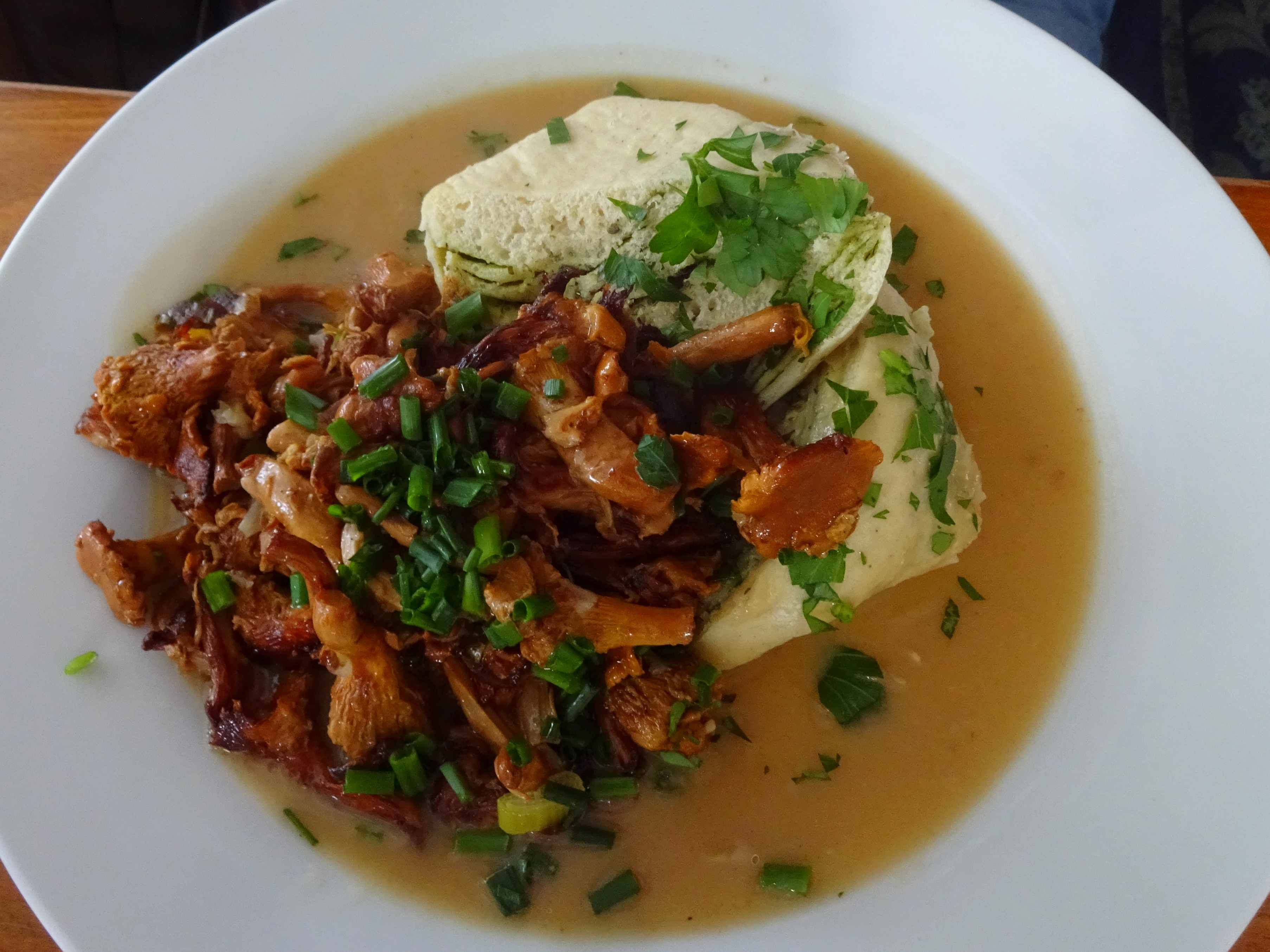
Лисички и хлебные клёцки со сливочным соусом по-бранденбургски

Хлебные клёцки (нем. Semmelknödel) — традиционный гарнир на юге Германии, а также в австрийской и чешской кухне. Экономное блюдо из чёрствого хлеба. Хлебные клёцки обычно подают к свиному жаркому вместе с тушёной квашеной или краснокочанной капустой, бойшелю, блюдам из чечевицы или грибам в сливочном соусе. В Германии и Австрии в продаже имеются готовые хлебные клёцки в пакетах для варки.
Хлебные клёцки готовят из несвежих белых булок, нарезанных тонкими тонкими ломтиками или кубиками и вымоченных под крышкой в горячем молоке. В некоторых рецептах булки, разрезанные пополам, перед замачиванием обжаривают в сливочном масле. В полученную хлебную массу добавляют яйца, соль и петрушку, по вкусу немного лимонной цедры и осторожно вымешивают руками, добавляя при необходимости панировочные сухари. Хлебные клёцки отваривают в течение 20 минут в кипящей подсоленной воде под полуприкрытой крышкой. Хлебные клёцки готовы, когда поднимутся к поверхности воды и, если они правильной формы, начнут медленно вращаться.
В региональных рецептах в массу для хлебных клёцек могут входить такие ингредиенты, как репчатый лук и мускатник. Особенно разнообразны рецепты и способы приготовления хлебных клёцек в венской кухне, испытавшей значительное влияние чешских кулинарных традиций. Например, продолговатые салфеточные клёцки готовят на пару и отваривают в воде завёрнутыми в льняное полотенце. Из несвежих брецелей готовят брецельные клёцки. В Тироле в хлебные клёцки добавляют шпиг, их подают с салатом или квашеной капустой, а также в супах.
В 2016 году в Альдерсбахе под Пассау собирались поставить мировой рекорд по приготовлению гигантской хлебной клёцки весом более 200 кг, но готовая клёцка развалилась на две части, когда её вынимали из котла двухметрового диаметра.